# 德國特大航空888T號班機空難
德國特大航空888T號班機是在2008年11月27日墜毀在地中海的飛機。這架是由紐西蘭航空出租給德國特大航空的A320空中巴士，在完成這次在法國西部的飛行後將歸還予紐西蘭航空。

## 事件經過
這架A320被設計成不會失速的飛機，因為當電腦發現空速下降時，電腦會自動壓下機頭並增加引擎動力以加速令飛機停止失速，這被稱為「失速防护系統」。這天的機上有7人，包括2位特大航空的機師、1位紐西蘭航空的代表和4位紐西蘭的官員。當這飛機靠近機場時，正副機師對換控制。機長必需測試失速防護系統是否操作正常，於是他便故意令飛機失速並測試失速防護系統是否操作正常。最快令飛機失速的方法是抬高機頭，減少引擎動力。然後機長便等待由電腦操控。這測試應在14,000尺進行，但由於飛機即將降落，於是機師在4,000呎進行。然而電腦卻在這時故障並放棄，交給機長操控。就在這時，失速警告響起，提示飛機即將失速。機長立即壓下機頭並增加引擎動力，壓下機頭後飛機的確下降了，但突然又猛然爬升。由於只有4,000呎，機師無法脫離失速，最後墜毀在地中海。

## 事故調查
法國空難調查處（BEA）立即調查，並很快找到兩個飛行記錄儀。調查人員很快就發現答案。他們發現起飛20分鐘後，有2個小型探測器故障並告訴電腦飛機在平飛。小型探測器是失速防杜系統的關鍵部份，它用來告訴電腦飛機的角度。而3個中有2個故障令電腦相信飛機在平飛。調查人員最終斷定是小型探測器故障導致飛機墜毀。
至於兩個探測器故障的原因，是因為飛機在清洗時，地勤人員為了加快清洗過程，使用高壓射水方式清洗機身，令大量的水灌入探測器內部。因此，當飛機起飛後20分鐘內，探測器運作正常；但隨著飛機爬升，氣溫急降下，探測器內部積存的水結冰，探測器隨即被冰凍結固定了角度並失效。

## 事故排序
機長測試失速防護系統是否操作正常，於是他便故意令飛機失速→升降舵被固定在低速飛行→空速持續下降並攻角緩緩上升→小型探測器故障並告訴電腦飛機在平飛→機長等待由電腦操控→電腦放棄，交給機長操控→機長立即壓下機頭並增加引擎動力→機長似乎忘記了升降舵被固定在低速飛行并忘记配平→突然猛然爬升→再度失速→墜毀。

## 外部連結
- "Accident on approach to Perpignan." Bureau d'Enquêtes et d'Analyses pour la Sécurité de l'Aviation Civile
  - Interim report( （页面存档备份，存于）)
  - Final report( （页面存档备份，存于）)
  - Interim Report（法文） ( （页面存档备份，存于）)
  - Final Report（法文） ( （页面存档备份，存于）)
- Accidents and Incidents during Non-Revenue Flights — SKYbrary （页面存档备份，存于）
- 航空安全网上的事故资料